# یولیا نمت
یولیا نمت (مجاری: Németh Júlia؛ زادهٔ ۴ اکتبر ۱۹۹۱) بازیکن فوتبال اهل مجارستان است.
از باشگاه‌هایی که در آن بازی کرده‌است می‌توان به باشگاه فوتبال فرنتس‌واروش اشاره کرد.
وی همچنین در تیم ملی فوتبال زنان مجارستان بازی کرده‌است.